# Assão
Assão, Assame ou Assã (Assam em assamês:  অসম, transl. Ôxôm, AFI: [ɔxɔm]; em hindi:  आसाम ou असम) é um dos estados da Índia, localizado no leste do país. Sua capital é Guwahati. Faz fronteira com o Butão a norte, com os Estados indianos de Arunachal Pradexe a nordeste, Nagalândia a leste, Manipur a sudeste, Mizorão e Tripurá a sul, com Bangladexe (em dois locais) e o Estado de Megalaia a sudoeste e o Estado de Bengala Ocidental a oeste.
Assão é conhecido pelo chá assamês, petróleo, seda assamesa e pela sua rica biodiversidade. Tem preservado, com sucesso, o rinoceronte-indiano de um chifre da quase-extinção, tigres, inúmeras espécies de aves e serve como um dos últimos habitats para o elefante asiático. É cada vez mais um destino popular para turismo de vida selvagem e notavelmente Kaziranga e Manas são Patrimônios Mundiais. Assão é também conhecido pelas suas florestas de sal. Terra de muita chuva, o estado é dotado de hortaliças deliciosas e o grande rio Bramaputra, cujos afluentes fornecem à região um ambiente hidrogeomórfico e estético.

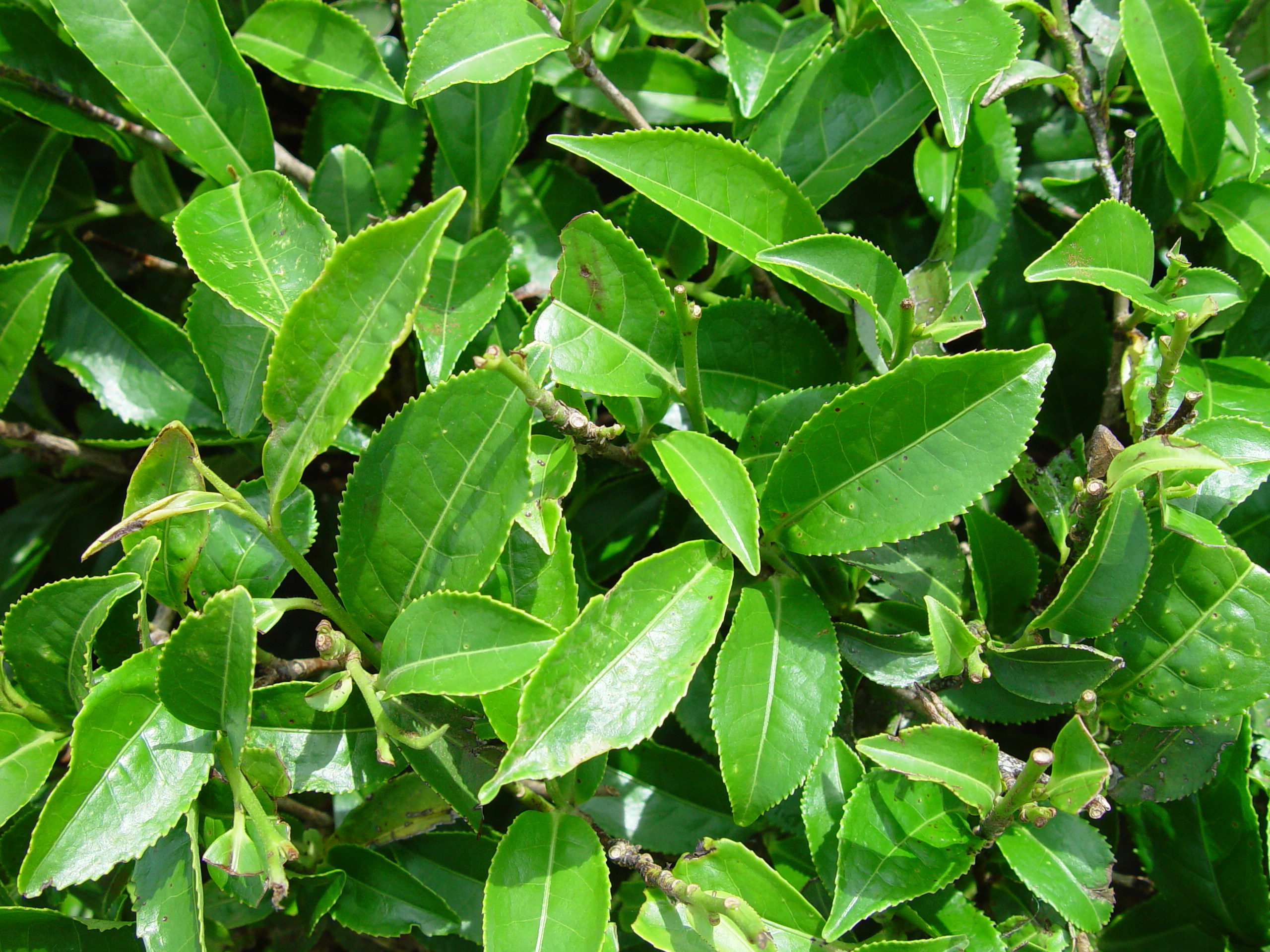
Folhas de chá; Assão produz uma porção significativa do chá mundial. Hoje em dia, 'chá' tornou-se quase uma identidade de marca do nome Assão

## Etimologia
Assão era conhecido como Pragjyotisha no Maabárata, e Kamarupa no primeiro milênio. O nome de Assão vem do reino de Ahom (1228-1826), então conhecido como o Reino de Assão. A província britânica após 1838 e o estado indiano após 1947 passaram a ser conhecidos como Assão.
Em 27 de fevereiro de 2006, o governo de Assão iniciou um processo para mudar o nome do estado para Asom, um movimento controverso que teve oposição do povo e das organizações políticas.

## História

### Pré-história
Assão e as regiões adjacentes têm evidências de estabelecimentos humanos de todos os períodos da Idade da Pedra. As colinas na altura de 460 a 615 m eram habitações populares, provavelmente devido à disponibilidade basalto dolerítico, útil para a manufatura de ferramentas.
Segundo o Kalika Purana (século VIII-IX), escrito em Assão, o governante mais antigo foi Mahiranga, seguido Hatak, Sambar, Ratna e Ghatak; Naraka removeu essa linhagem de governantes e estabeleceu a sua própria dinastia. A escritura menciona que o último dos governantes Naraka-Bhauma, Narak, foi morto por Críxena. O filho de Naraka, Bhagadatta, mencionado no Maabárata, lutou com os Kauravas na batalha de Kurukshetra com um exército de kiratas, chinas e habitantes da costa leste. Governantes posteriores de Kamarupa frequentemente traçavam a sua linhagem dos governantes Naraka.

### Antiga e medieval

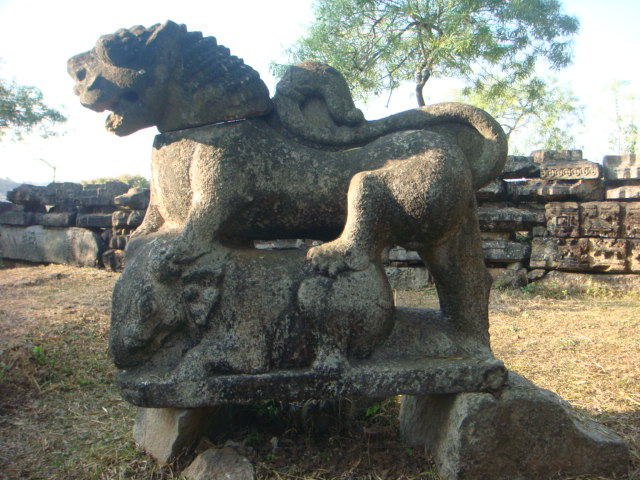
Um leão feroz, escavado em Madan Kamdev, próximo a Baihata Cariali, em Assão, representando o poderosos Kamarupa-Palas (

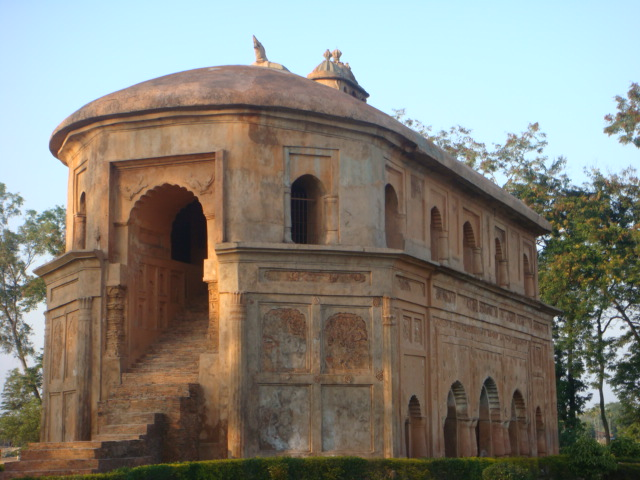
Rang Ghar, pavilhão construído por Pramatta Singha (também Sunenpha; 1744–1751) na capital de Ahom, Rongpur, (atualmente Sibsagar)

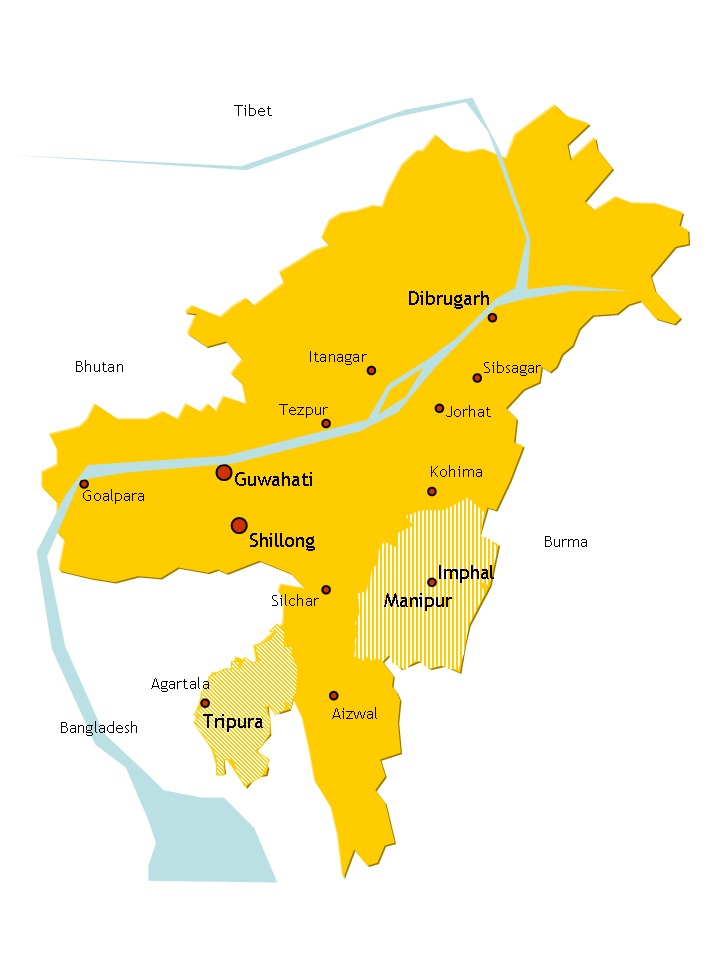
Assão até os anos 1950; Os novos estados de Nagalândia, Megalaia e Mizorão se formaram nos anos 1960-70. De Xilongue, a capital de Assão foi transferida para Dispur, hoje parte de Guwahati. Após a guerra da Indo-China, em 1962, Arunachal Pradexe também foi separada.

O Assão antigo, conhecido como o reino de Kamarupa, foi governado por poderosas dinastias: os Varmanas (350-650), os Salstambhas (Xalostombho, 655-900) e os Kamarupa-Palas (900-1100). No reinado do rei Varman Bhaskaravarman (600-650), o viajante chinês Xuan Zang visitou a região e registrou as suas viagens. Depois, após o enfraquecimento e desintegração (após os Kamarupa-Palas), a tradição de Kamarupa foi de certo modo estendida até 1255, pelas dinastias Lunar I (1120-1185) e Lunar II (1155-1255).
Duas dinastias posteriores, os Ahoms e os Koch, deixaram impactos maiores. Os Ahoms, originalmente um grupo Tai, governaram Assão por aproximadamente 600 anos (1228-1826), e os Koch estabeleceram soberania em 1510. O reino Koch, ao oeste de Assão e na atual Bengala Setentrional, esteve no seu zênite no antigo reinado de Naranarayana (1540-1587). Em 1581, dividiu-se em dois: a parte ocidental como vassala do Império Mogol e a parte oriental como um estado satélite de Ahom. Desde o século XIII, o centro nervoso da política de Ahom era Alto Assão; o reino foi gradualmente estendido até o rio Karatoya no século XVII-XVIII. Esteve no seu zênite durante o reinado de Sukhrungpha ou Sworgodeu Rudra Simha (1696-1714). Entre outras dinastias, o reino Chutiya governou o nordeste de Assão e partes da atual Arunachal Pradexe e o reino Kachari governou do rio Dicou até Assão central e meridional. Com a expansão do reino Ahom, em 1520, as áreas chutiyas foram anexadas e desde 1536 os kacharis permaneceram somente em Cachar e em North Cachar mais como aliadas de Ahom que como competidores. Apesar de inúmeras invasões, principalmente por governantes muçulmanos, nenhuma força ocidental governou Assão até a chegada dos ingleses. O invasor mais bem-sucedido, Mir Jumla, governante de Aurangzeb, ocupou brevemente Garhgaon (1662-63), então a capital, mas achou difícil controlar o povo guerrilhando com as suas forças, forçando-o a sair. A vitória decisiva dos assameses, liderada pelo grande general Lachit Borphukan, sobre os mogóis, então sob comando de Raja Ram Singha em Saraighat (1671) quase acabou com as ambições mogóis. Os mogóis foram finalmente expulsos em 1682 de Baixo Assão.

### Assão britânico
A intriga do palácio de Ahom e o turbilhão político causado pela rebelião de Moamoria auxiliou ao governante birmanês expansionista de Ava que invadisse o Assão e instalasse um estado fantoche, em 1821. Quando os birmaneses alcançaram as fronteiras da Companhia Britânica das Índias Orientais, eclodiu a Primeira Guerra Anglo-Birmanesa. A guerra terminou com o Tratado de Yandabo, em 1826, com a companhia tomando controle do Baixo Assão, e instaurando Purander Singh como rei do Alto Assão, em 1833. O acordo, durou até 1838, e a partir de então os britânicos anexaram a região inteira. Inicialmente, Assão tornou-se parte da Presidência de Bengala; em 1906 passou a fazer parte da província da Bengala Oriental e Assão, e em 1912 foi reconstituída como província do Comissariado-Chefe. Em 1913 um Conselho Legislativo, e em 1937 a Assembleia Legislativa de Assão foi formada, em Xilongue, antiga capital. Os cultivadores de chá britânicos importaram mão-de-obra da Índia central, o que diversificou ainda mais o panorama demográfico da região. Após algumas tentativas iniciais de liberação do Assão, durante a década de 1850, muitos assameses, desde o início do século XX, se juntaram e apoiaram o Congresso Nacional Indiano contra a ocupação britânica. Em 1947 Assão, juntamente com os atuais Arunachal Pradexe, Nagalândia, Mizorão e Megalaia, tornaram-se um estado na República da Índia (os Estados principescos, Manipur e Tripurá tornaram-se províncias do Grupo C) enquanto um distrito de Assão, Sylhet, escolheu juntar-se ao Paquistão.

### Pós-britânico
Desde 1947, com problemas econômicos na região, grupos separatistas constituídos por grupos étnicos começaram a se formar, e exigências de autonomia e soberania cresceram, resultando na fragmentação de Assão.
Desde a metade do século XX, habitantes do atual Bangladexe têm migrado a Assão. Em 1961, o Governo de Assão criou uma lei tornando compulsório o uso da língua assamesa; teve que ser posteriormente retirada, devido à pressão de faladores de bengali em Cachar. Nos anos 1980, o vale do Bramaputra viu uma Agitação Assamesa de seis anos, impulsionada pela descoberta de um aumento súbito no número de eleitores registrados. A população tentou forçar o governo a identificar e deportar estrangeiros migrando ilegalmente de Bangladexe e mudando a demografia. A agitação terminou após um acordo entre os seus líderes e o governo, que ficou mal-resolvido, causando descontentamento.
No período pós-década de 1970 ocorreu o crescimento de grupos separatistas armados, como a Frente Unida de Libertação de Asom (sigla em inglês ULFA). Em novembro de 1990, o Governo da Índia organizou o exército indiano, após o qual conflitos militares e homicídios políticos de baixa intensidade têm continuado por mais de uma década. Nos dias atuais, grupos militantes baseados em etnia (UPDS, DHD, KLO, HPCD etc.) têm também pipocado.

## Religião
A religião maioritária é o hinduísmo com 65%, seguindo-se o islamismo com 31%, cristianismo com 3,1%, budismo com 0,3%, e outros (siquismo, animismo e budismo, comunidades Khamti, Phake, Aito, etc.) 0,6%.

## Distritos
O estado de Assão está dividido em 27 distritos.

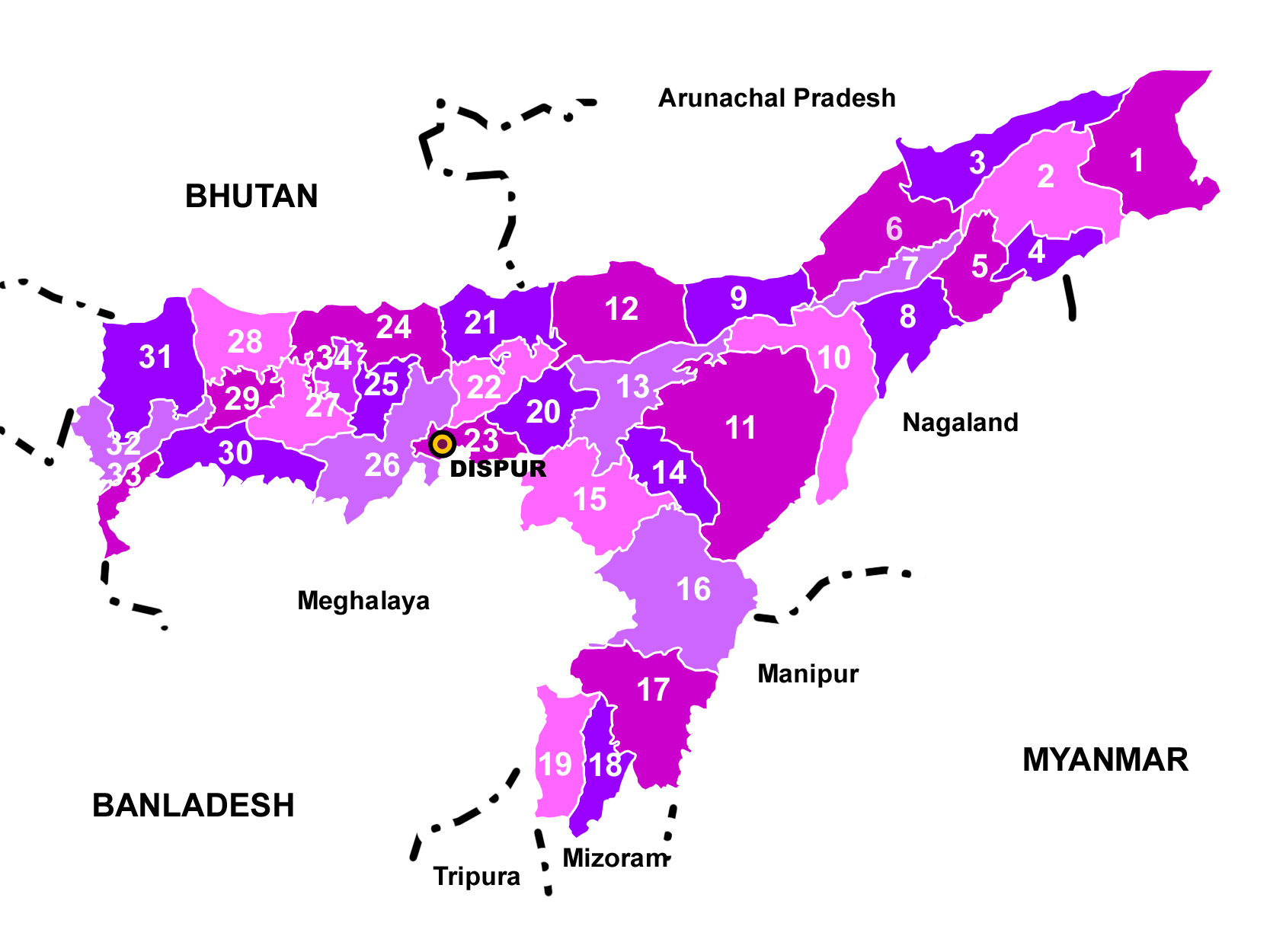
Distritos de Assam: 1. Tinsukia, 2. Dibrugarh, 3. Sibsagar, 4. Dhemaji, 5. Jorhat, 6. Lahkimpur, 7. Golaghat, 8. Sonitpur, 9. Karbi Anglong, 10. Nagaon, 11. Marigaon, 12. Darrang, 13. Kamrup Rural, 14. Nalbari, 15. Barpeta, 16. Bongaigaon, 17. Goalpara, 18. Kokrajhar, 19. Dhubri, 20. North Cachar Hills, 21. Cachar, 22. Hailakandi, 23. Karimganj, 24. Kamrup Metropolitan, 25. Baksa, 26. Chirang e 27. Udalguri.

## História do chá

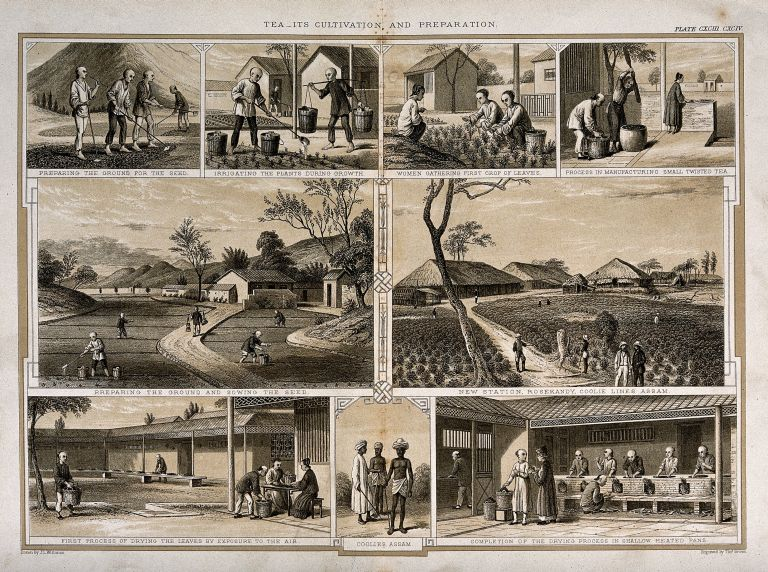
Essa gravura de 1850 mostra os diferentes estágios no processo de fazer chá em Assão

Após a descoberta da Camellia sinensis (1834), em Assão, os britânicos permitiram companhias de alugar terras desde 1839. Desde então, plantações de chá multiplicaram-se no Alto Assão, onde o solo e o clima eram mais apropriados. Problemas com a mão-de-obra importada da China e hostilidades dos assameses nativos resultaram na migração de mão-de-obra compulsória da região centro-leste da Índia. Após uma tentativa e erro iniciais de plantar as variedades híbridas chinesa e assamesa-chinesa, os plantadores aceitaram a Camellia assamica local como a mais apropriada para Assão.
Por volta da década de 1850, a indústria começou a ter lucros. A indústria teve crescimento inicial quando, em 1861, foi permitido a investidores de possuírem terras em Assão, e teve processo substancial com a invenção de novas tecnologias e máquinas para processar chá durante os anos 1870. O preço do chá assamês baixou e tornou-se mais competitivo que o variante chinês.
Apesar de ter tido sucesso comercial inicial, a mão-de-obra do chá continuou explorada e trabalhou e viveu sob condições desfavoráveis.

## Demografia
A população total de Assão era de 26,66 milhões, com 4,91 milhões de casas em 2001. Maior concentração populacional foi registrada nos distritos de Kamrup, Nagaon, Sonitpur, Barpeta, Dhubri, Darang e Cachar. Estimou-se que a população de Assão era de 28,67 milhões em 2006 e seria de 30,57 milhões em 2011, 34,18 milhões em 2021 e 35,60 milhões em 2026.
Em 2001, o censo registrou alfabetização em Assão de 63,3%, com alfabetização masculina de 71,3% e feminina de 54,6%. A taxa de urbanização foi registrada em 12,9%.
O crescimento da população em Assão tem experienciado uma trajetória bem alta desde meados do século XX. A população cresceu estavelmente de 3,29 milhões em 1901 a 6,7 milhões em 1941, enquanto teve um crescimento sem precedentes de 14,63 milhões em 1971 a 22,41 milhões em 1991, para alcançar o nível presente. O crescimento nos distritos ocidentais e orientais foi extremamente alto, podendo ser atribuído, em sua maioria, ao rápido influxo populacional do então Paquistão Oriental ou Bangladexe.
Assão possui vários grupos étnicos e o People of India project estudou 115 deles. Desses, 79 (69%) se identificam regionalmente, 22 (19%) localmente, e 3 transnacionalmente. Os colonizadores mais antigos eram austroasiáticos, seguidos por tibeto-birmaneses, e faladores de línguas indo-arianas e de línguas tai-kadai. Quarenta e cinco línguas são faladas por diferentes comunidades, incluindo três famílias linguísticas principais: Austroasiática (5), Sino-Tibetana (24) e Indo-Europeia (12).
Três das línguas faladas não pertencem a essas famílias. Existe um alto grau de bilingualismo.

## Aspectos culturais
A cultura assamesa é tradicionalmente uma cultura híbrida, desenvolvida devido à assimilação de grupos etnoculturais no passado. Os marcos principais na construção histórico-cultural assamesa são:
- Assimilação do reino Kamarupa por quase 700 anos (sob a dinastia Varman por 300 anos, e os Salastambhas e os Palas por 200 anos cada um).[5]
- Estabelecimento da dinastia Ahom no século XIII e assimilação pelos próximos 600 anos.[5]
- Assimilação no reino Koch (sécs. XV-XVI) de Assão ocidental e no reino Kachari (sécs. XII-XVIII) de Assão central e meridional.[5]
- Movimento vaishnava liderado por Srimanta Sankardeva (Xonkordeu) e as suas contribuições e mudanças culturais.

Com ricas tradições, a cultura moderna tem grande influência dos eventos das eras britânica e pós-britânica. A língua foi padronizada pelos Missionários Batistas Americanos, como Nathan Brown, Dr. Miles Branson e pundits locais como Hemchandra Barua. Uma sanscritização renovada foi adotada em larga escala para desenvolver a língua assamesa e a sua gramática. Uma nova onda ocidental e do norte da Índia foi aparente nas artes e na literatura.
Alguns dos traços culturais únicos e comuns na região são o respeito do povo pela noz de bétele e folhas de bétele, pelas roupas simbólicas (Gamosa, Arnai etc.), pelas vestes de seda tradicional e pelos ancestrais e os mais velhos. São também comuns a grande hospitalidade e a cultura de bambu.

## Simbolismo

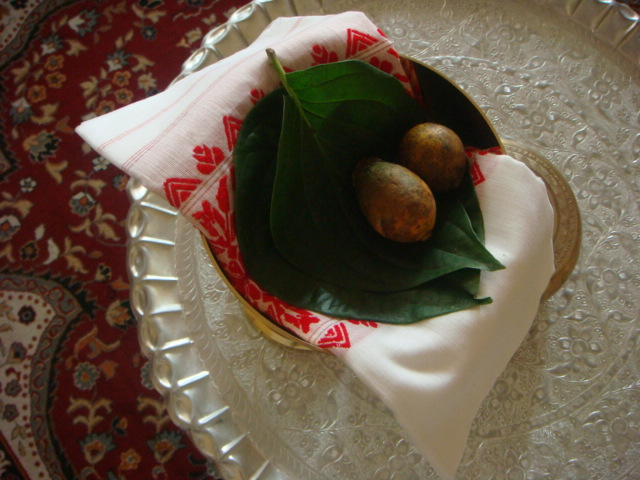
Um par de nozes de bétele, folhas de bétele e 'Gamosa' em um Xorai; isso representa o simbolismo cultural de respeito pela pessoa receptora por parte da pessoa que lhe presenteia

Simbolismo é uma prática cultural antiga em Assão, e ainda é uma parte muito importante do estilo de vida assamês. Vários elementos são usados para representar crenças, sentimentos, orgulho, identidade, etc. Tamulpan, Xorai e Gamosa são três elementos simbólicos importantes na cultura assamesa. Tamulpan (nozes e folhas de bétele) ou guapan são considerados, juntamente com o Gamosa (roupa tradicional de algodão ou seda), oferendas de devoção, respeito e amizade. A tradição do Tamulpan é antiga e é seguida desde tempos imemoriais, com raízes na cultura aborígine austroasiática. Xorai é um artigo manufaturado de grande respeito e é usado como um recipiente ao realizar oferendas respeitosas. Além disso, simbolicamente, muitos grupos etno-culturais usam roupas específicas para demonstrar respeito e orgulho.
Há muitos outros elementos e estilos simbólicos, mas que são atualmente encontrados somente na literatura, arte, escultura, arquitetura etc. ou em uso para propósitos somente religiosos. Os estilos típicos de leão-assamês, dragão, leão-voador, etc., eram usados para simbolizar vários propósitos e ocasiões. Sítios arqueológicos como Madan Kamdev (sécs IX-X) exibem uso em massa de leões, dragões-leões e várias outras figuras de demônios para mostrar poder e prosperidade. Os monastérios vaishnavas e muitos outros sítios arquitetônicos do período medieval tardio também mostram o uso de leões e dragões como simbolismo.

## Línguas
O assamês e o bodo são as principais línguas indígenas e e as línguas oficiais, enquanto o bengali tem status oficial nos três distritos do Vale de Baraque.
Traços do assamês são encontrados em muitos poemas por Luipa, Sarahapa, etc. em Charyapada (sécs. VII-VIII). Os dialetos modernos Kamrupi, Goalpariya, etc., são o que resta dessa língua. Além do mais, o assamês, na sua forma tradicional, foi usada pelos grupos etno-culturais da região como língua-franca, e era requerida para integração econômica.
O assamês moderno traça as suas origens desde a versão desenvolvida pelos Missionários Americanos, baseada na forma local falada no distrito de Sibsagar (Xiwosagor). O assamês (Oxomiya) é uma língua rica, devido à sua natureza híbrida com características únicas de pronúncia e suavidade. A literatura assamesa é uma das mais ricas.
O bodo é uma língua antiga de Assão. Padrões de distribuição espacial dos grupos etno-culturais, traços culturais e o fenômeno de nomear todos os rios principais da região noroeste com palavras Bodo-Kachari (ex.: Dihing, Dibru, Dihong, Tista, Dikrai etc.) revelam que essa língua era a mais importante dos tempos antigos. O bodo é falado atualmente em Baixo Assão (área do Bodo Territorial Council). Após anos de negligência, a língua está recebendo atenção e a sua literatura está se desenvolvendo. Outras línguas nativas de origem tibeto-birmanesa e relacionadas com o Bodo-Kachari são a língua mishing, karbi, dimaca, rabha, tiwa, etc.  Rajbongshi, também conhecido como kamatapuri/goalpariya também é falado pelo povo de Assão ocidental.
Existem grupos menores de faladores de Tai-Phake, Tai-Aiton, Tai-Khamti, etc., relacionados às línguas tai. A língua Tai-Ahom (trazida por Sukaphaa e seus seguidores) é uma língua não mais falada que está recebendo atenção para pesquisas após séculos de cuidado e preservação pelos Bailungs (sacerdotes tradicionais). Há também grupos pequenos de faladores de manipuri, nepalês, khasi, garo, hmar, kuki, etc., em diferentes regiões.
No passado, a migração de bengalis no Vale de Baraque levou à sua grande população, fazendo com que o governo de Assão inclua o bengali como a língua oficial da região.

## Festivais

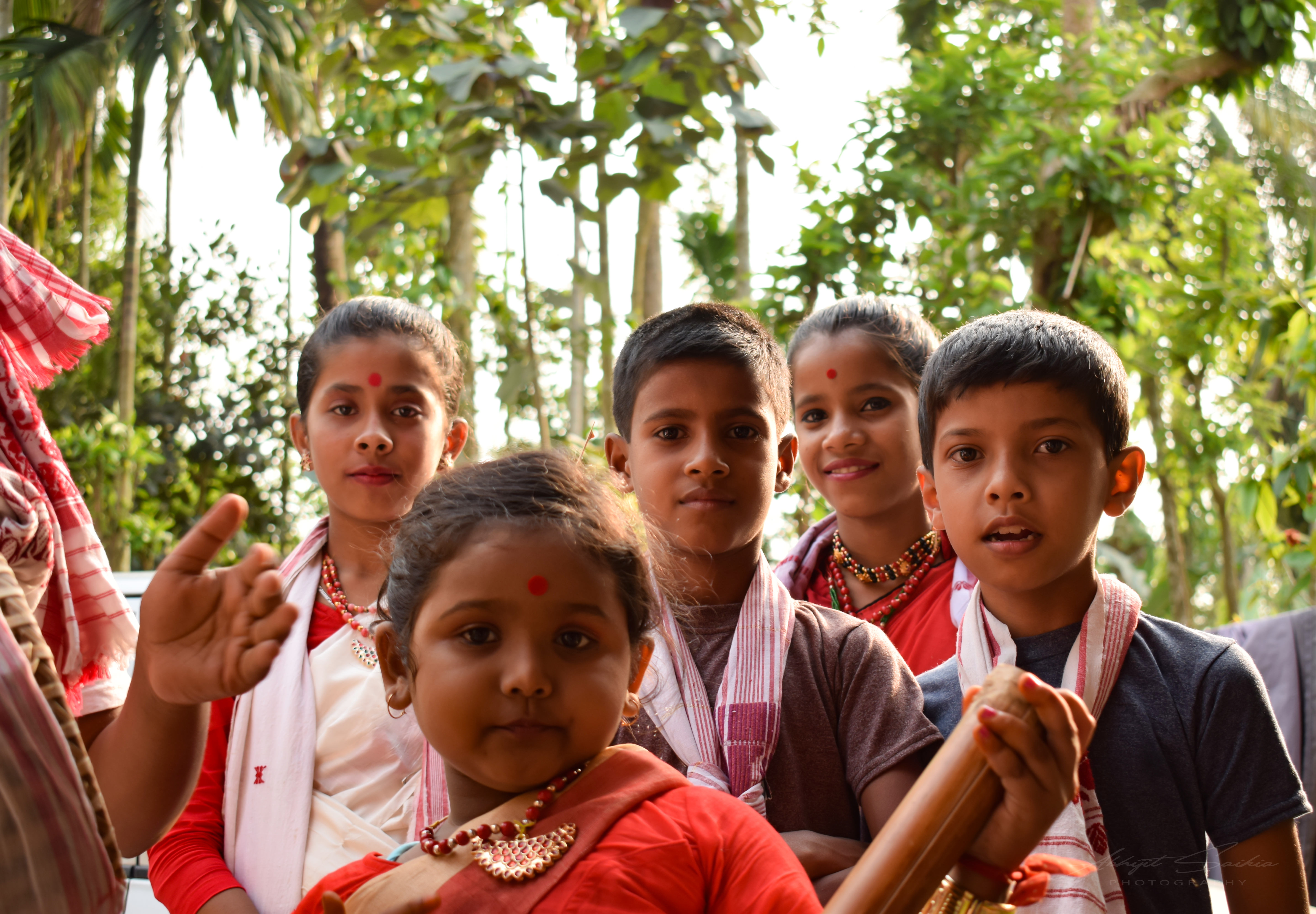
Um grupo de 'Husori' para a ocasião do Assamês Bohag Bihu em seu traje tradicional.

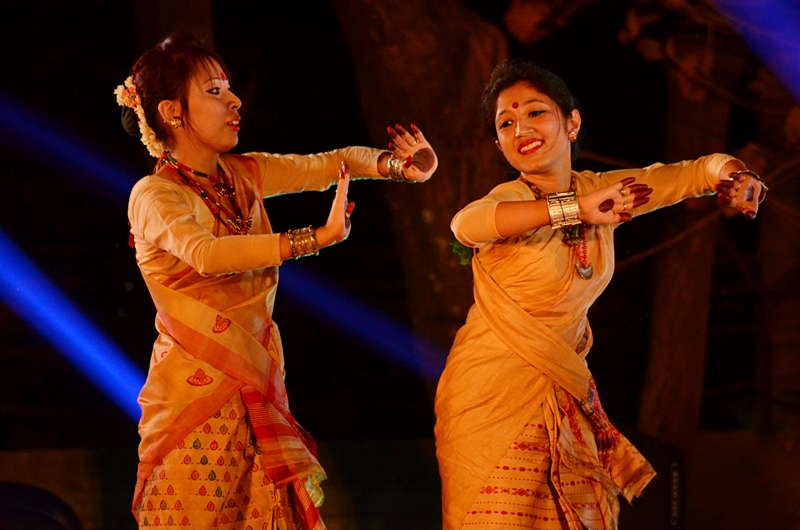
Rongali Bihu celebration in Bangalore

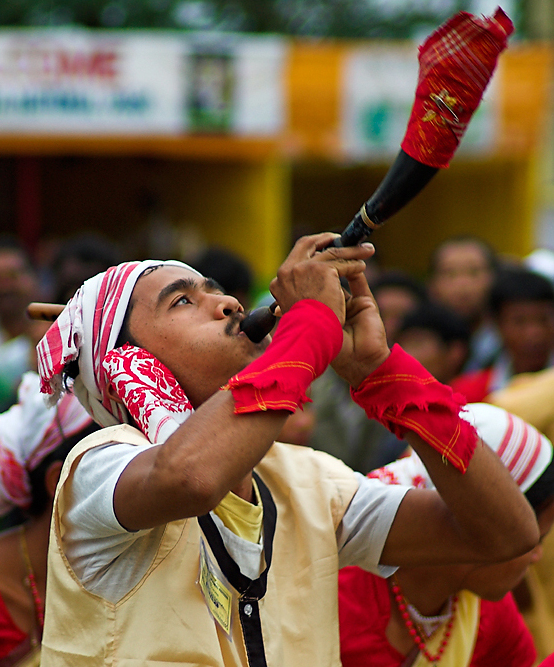
Dançarino de Bihu com uma corneta

Há vários festivais tradicionais importantes em Assão. Bihu é o mais importante e comum celebrado em todo o Assão.
Bihu é uma série de três festivais. É primariamente um festival não-religioso celebrado para marcar as estações e os pontos significativos da vida de um agricultor em um ciclo anual. São três Bihus: rongali ou bohag, celebrados com a chegada da primavera e o começo da época de semeadura; kongali ou kati, o Bihu estéril, quando os campos estão ricos mas os celeiros vazios; e o bhogali ou magh, quando dão graças pela colheita ter sido realizada e os celeiros estarem cheios. As canções e a dança Bihu estão associadas com o rongali.
O dia anterior a cada Bihu é conhecido como uruka. O primeiro dia do rongali é conhecido como Goru Bihu (o Bihu das vacas), quando as vacas são levadas para os rios ou lagoas próximas para serem banhadas com cuidado especial. Recentemente, a forma e natureza da celebração têm mudado com o crescimento dos centros urbanos.
Além desse, há outros festivais tradicionais importantes sendo celebrados a cada ano, em diferentes ocasiões e localidades. Muitos desses são celebrados por diferentes grupos etno-culturais (sub-culturas e culturas irmãs). Alguns desses são:
| - Me-dam-me-phi - Ali-aye-ligang - Kherai - Garja - Hapsa Hatarnai - Awnkham Gwrlwi Janai |  | - Chojun/Swarak - Rongker - Sokk-erroi - Hacha-kekan - Porag |

## Artes cênicas
Assão tem uma rica tradição de artes cênicas. Ankiya Nat (Onkiya Naat) é uma forma de dança tradicional Vaishnava (bhaona) popular desde o século XV. Faz uso de grandes máscaras de deuses, deusas, demônios e animais e, entre as peças, um Sutradhar (Xutrodhar) conta uma estória. A dança Bihu e Hucory realizada durante o Bohag Bihu, Kushan nritra dos Rajbongshi, as danças Bagurumba e Bordoicikhla dos Bodo, Mishing Bihu e Banjar Kekan são algumas das danças principais. A dança Sattriya (Xotriya), relacionada à tradição Vaishnava, é uma forma clássica de dança. Além disso, há muitas outras formas de dança antigas, como Bhortal Nritya, Deodhoni Nritya, Oja Paali, Beula, Ka Shad Inglong Kardom, Nimso Kerung, etc.
Ao mesmo tempo, a tradição musical também é rica. Músicas populares e músicas relacionadas ao Bihu e a outros festivais datam de tempos imemoriais. Borgeet, as músicas populares Vaishnava, foram escritas e compostas no século XV. Assão tem um grande número de instrumentos musicais tradicionais, incluindo vários tipos de tambores, instrumentos de corda, flautas, etc.
A música popular indígena como artistas principais Bhupen Hazarika, Anima Choudhury Nirmalendu Choudhury & Utpalendu Choudhury, Luit Konwar Rudra Baruah, Parvati Prasad Baruva, Jayanta Hazarika, Khagen Mahanta, entre muitos outros. Entre a nova geração, Zubeen Garg e Jitul Sonowal têm muitos fãs.

## Artesanato tradicional

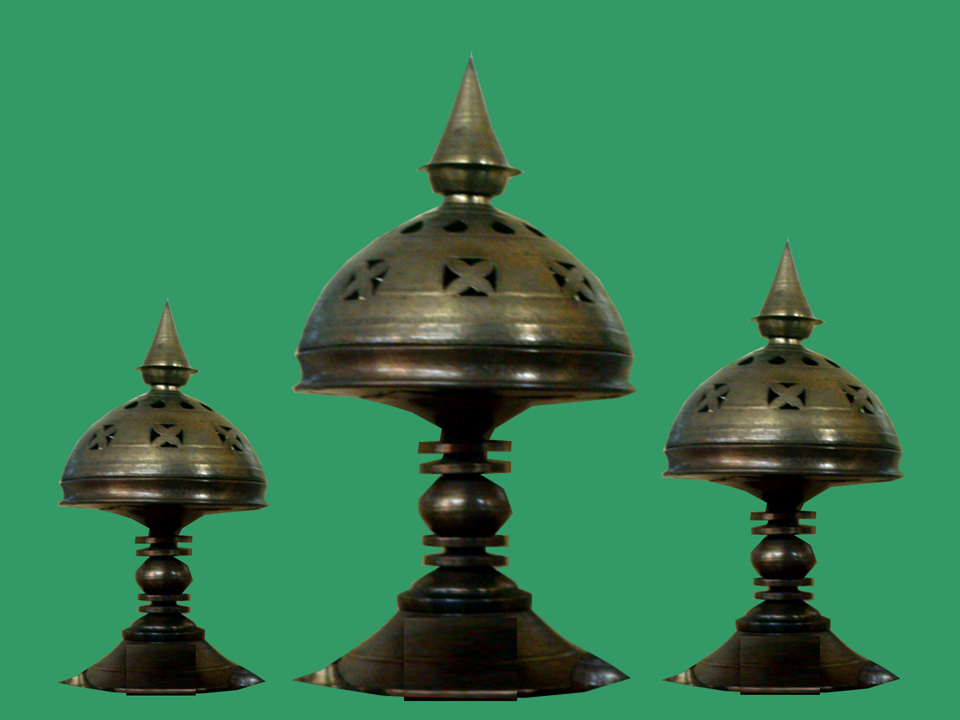
Xorai feito de metal e xophura são partes importantes da cultura; oferendas de reverência são feitas usando esses objetos durante os festivais e cerimônias religiosas, e são vistos como itens de respeito

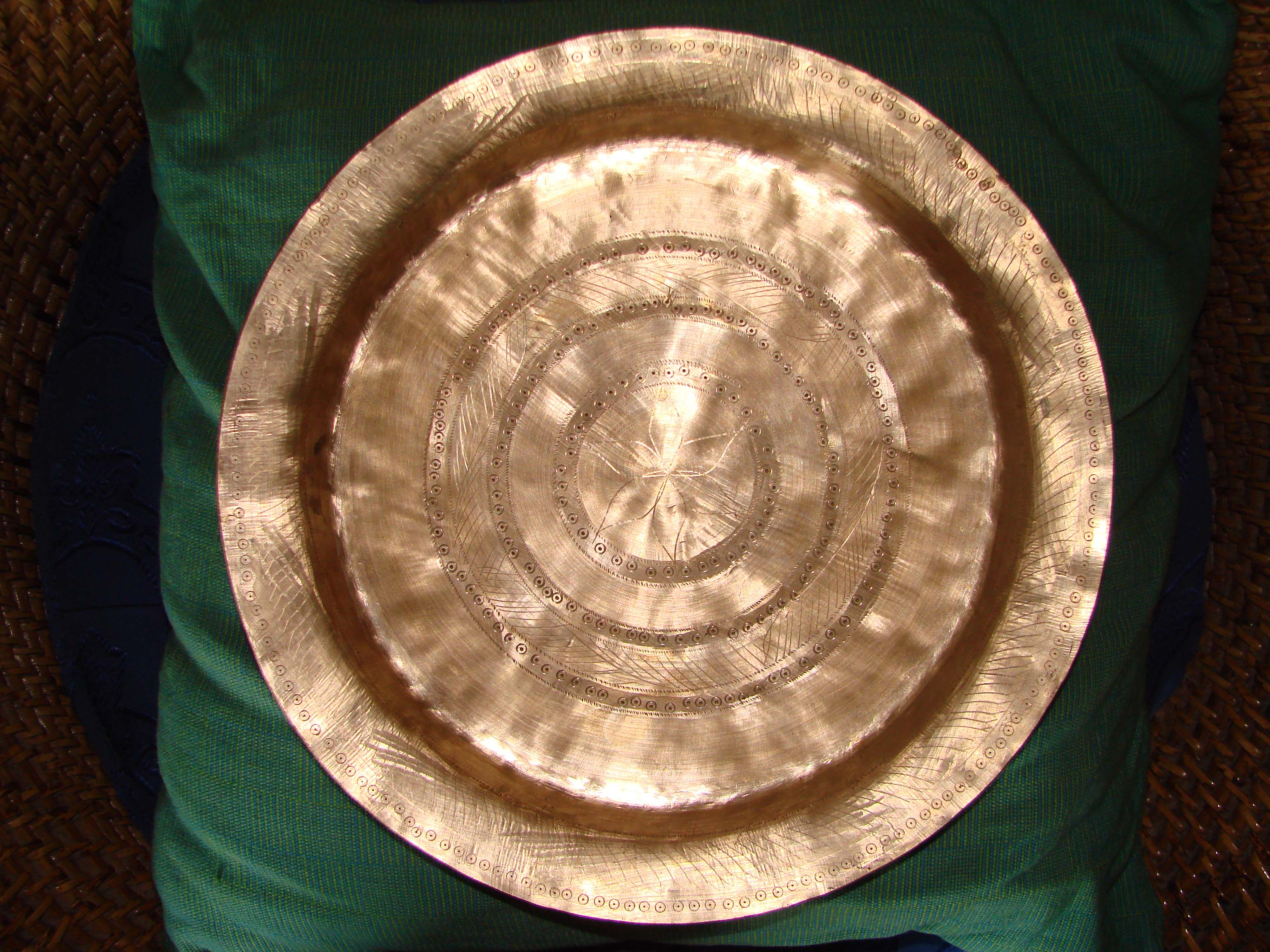
Prato de latão tradicional de Assão, lindamente feito

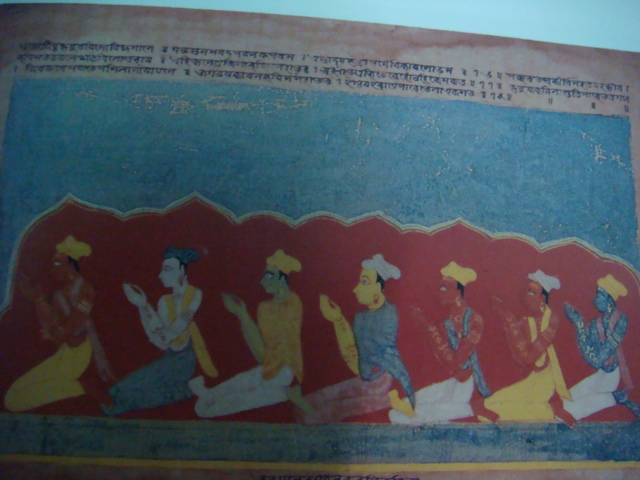
Página colorida de um manuscrito pintado em Assão; os pintores medievais utilizavam materiais de pintura manufaturados localmente, como as cores brilhantes de hangool e haital e papéis feitos com casca de aloés.

Assão possui uma rica tradição de artesanato; atualmente, as tradições principais são: artesanato de cana e bambu; artesanato de metal e latão; tecelagem de seda e algodão; confecção de máscaras e brinquedos; trabalho de cerâmica e terracota; artesanato de madeira; confecção de joias; confecção de instrumentos musicais. Historicamente, Assão também era excelente na manufatura de barcos, armas e pólvora tradicionais; artesanato de marfim; cores e tintas, artigos de laca, produtos de resina de madeira, utensílios de ferro, etc.
O artesanato de cana e bambu provê os utensílios mais comuns da vida diária, incluindo utensílios domésticos, acessórios de tecelagem, acessórios de pesca, móveis, instrumentos musicais, materiais de construção, etc. Utensílios e artigos simbólicos como Xorai e Bota, feitos de metal e latão, são encontrados em toda casa assamesa. Hajo e Sarthebari (Xorthebaary) são os centros mais importantes de artesanato de metal e latão. Assão é o lar de vários tipos de sedas. As mais prestigiosas são: Muga - a seda dourada natural, Pat - uma seda cor prata e Eri - variedade utilizada na manufatura de roupas quentes para o inverno. Além de Sualkuchi (Xualkuchi), o centro da indústria tradicional de seda, em quase qualquer região do vale do Bramaputra, casas rurais produzem seda e vestes de seda com bordados excelentes. Além disso, vários grupos etno-culturais em Assão fazem diferentes tipos de vestes de algodão com bordados únicos e belas combinações de cores.
Além do mais, Assão possui um artesanato único de brinquedos e máscaras, concentrado principalmente nos monastérios Vaishnava, trabalho de cerâmica e terracota em distritos do Baixo Assão, artesanato em madeira, artesanato em ferro, joias, etc., em muitos lugares da região.

## Belas artes
Os estupas máurias descobertos dentro e por volta do distrito de Goalpara são os exemplos mais antigos (300 a.C. a 100 d.C.) de arte antiga e obras arquitetônicas. Os restos descobertos no sítio arqueológico de Deparvatiya (Doporbotiya) com um belo alizar de porta em Tezpur são identificados como os melhores exemplos de arte no antigo Assão, com influência da Escola de Arte Sarnath do período Gupta tardio. Muitos outros sítios também apresentam o desenvolvimento de formas de arte locais, com motivos locais e às vezes similaridades com as artes do Sudeste Asiático. Há, atualmente, mais de quarenta sítios arqueológicos antigos descobertos em Assão, com inúmeros resquícios esculturais e arquitetônicos. Além disso, há exemplos de várias obras de arte e obras arquitetônicas da Idade Média tardia, incluindo centenas de esculturas e motivos, juntamente com vários templos, palácios e outras construções. Os motivos apresentados nas paredes de construções como Rang Ghar, Joydoul, etc., são exemplos notáveis de obras de arte.
Pintura é uma antiga tradição de Assão. Xuanzang (século VII) menciona que entre os presentes do rei de Kamarupa Bhaskaravarma para Harshavardhana havia pinturas e objetos pintados, alguns dos quais estavam sobre seda assamesa. Muitos dos manuscritos como Hastividyarnava (Tratado sobre Elefantes), Chitra Bhagawata e Gita Govinda, da Idade Média, são excelentes exemplos de pintura tradicional. A literatura assamesa medieval também refere-se aos chitrakars e patuas.
Existem vários artistas contemporâneos renomados em Assão. O Guwahati Art College, em Guwahati, é uma instituição governamental para educação terciária. Além disso, existem várias sociedades artísticas e iniciativas não-governamentais no estado. O Guwahati Artists Guild é uma organização importante baseada em Guwahati.

## Educação

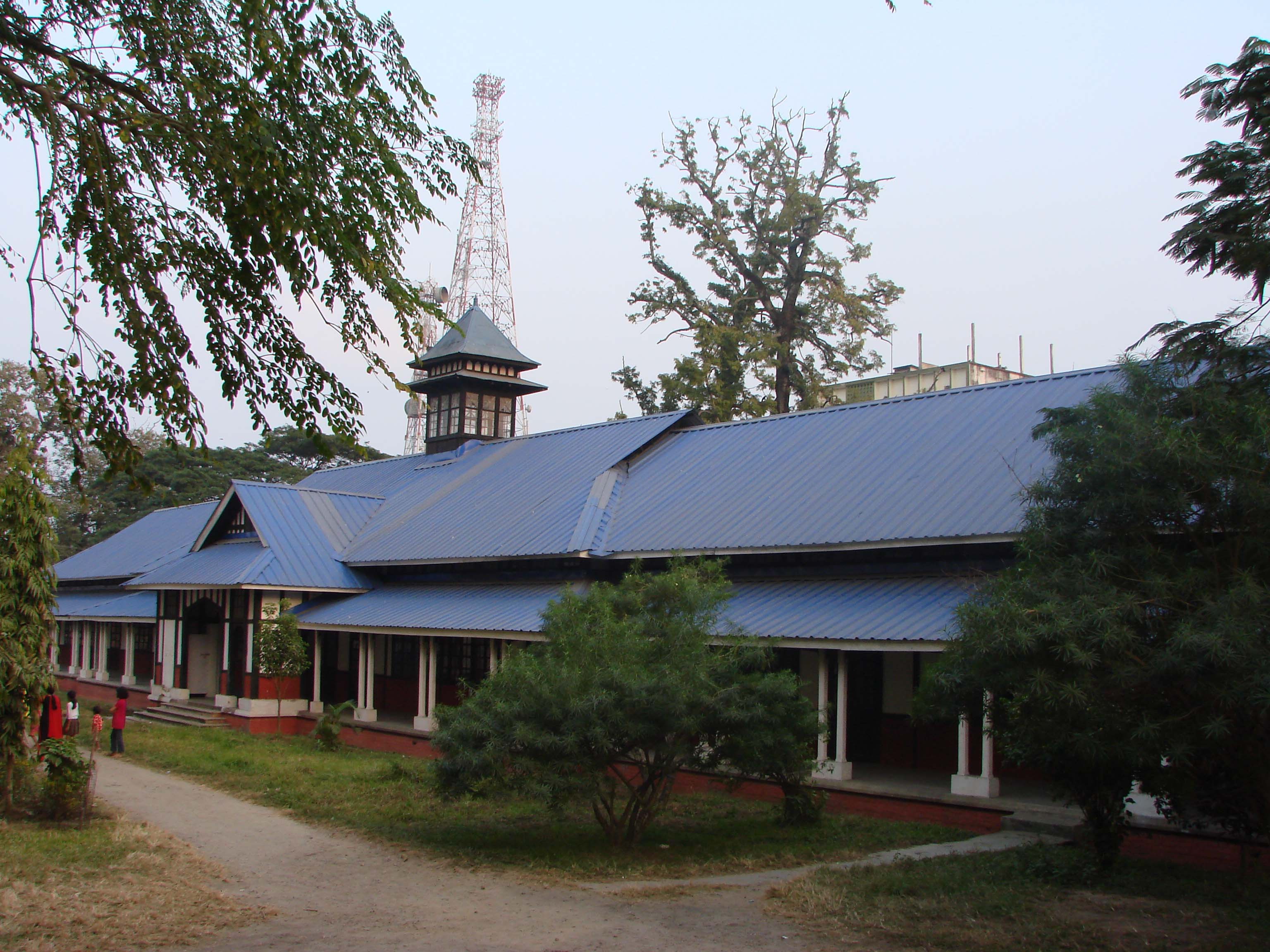
Cotton College, em Guwahati, deu início à educação e pesquisa terciária em Assão, e continua com padrões educacionais clássicos e altos por mais de cem anos; muitas das construções na faculdade são excelentes exemplos da arquitetura assamesa, com toques coloniais.

Assão tem várias instituições de educação e pesquisa terciária. As principais são:
- Gauhati University, Guwahati
- Dibrugarh University, Dibrugarh
- Universidade de Assão, Silchar
- Tezpur University, Tezpur
- Universidade Agrícola de Assão, Jorhat
- Indian Institute of Technology Guwahati
- National Institute of Technology, Silchar
- North Eastern Regional Institute of Water and Land Management, Tezpur
- Lokopriya Gopinath Bordoloi Regional Institute of Mental Health, Tezpur
- Defence Research Labroratory, Tezpur
- North East Institute of Science and Technology, Jorhat (antigo Regional Research Laboratory), Jorhat
- Tocklai Experimental Station, Tea Research Association, Jorhat
- Centre for Plasma Physics, Guwahati
- Assam Engineering College, Jalukbari, Guwahati.
- Jorhat Engineering College, Jorhat.
- Assam Institute of Management, Guwahati.

## Lugares

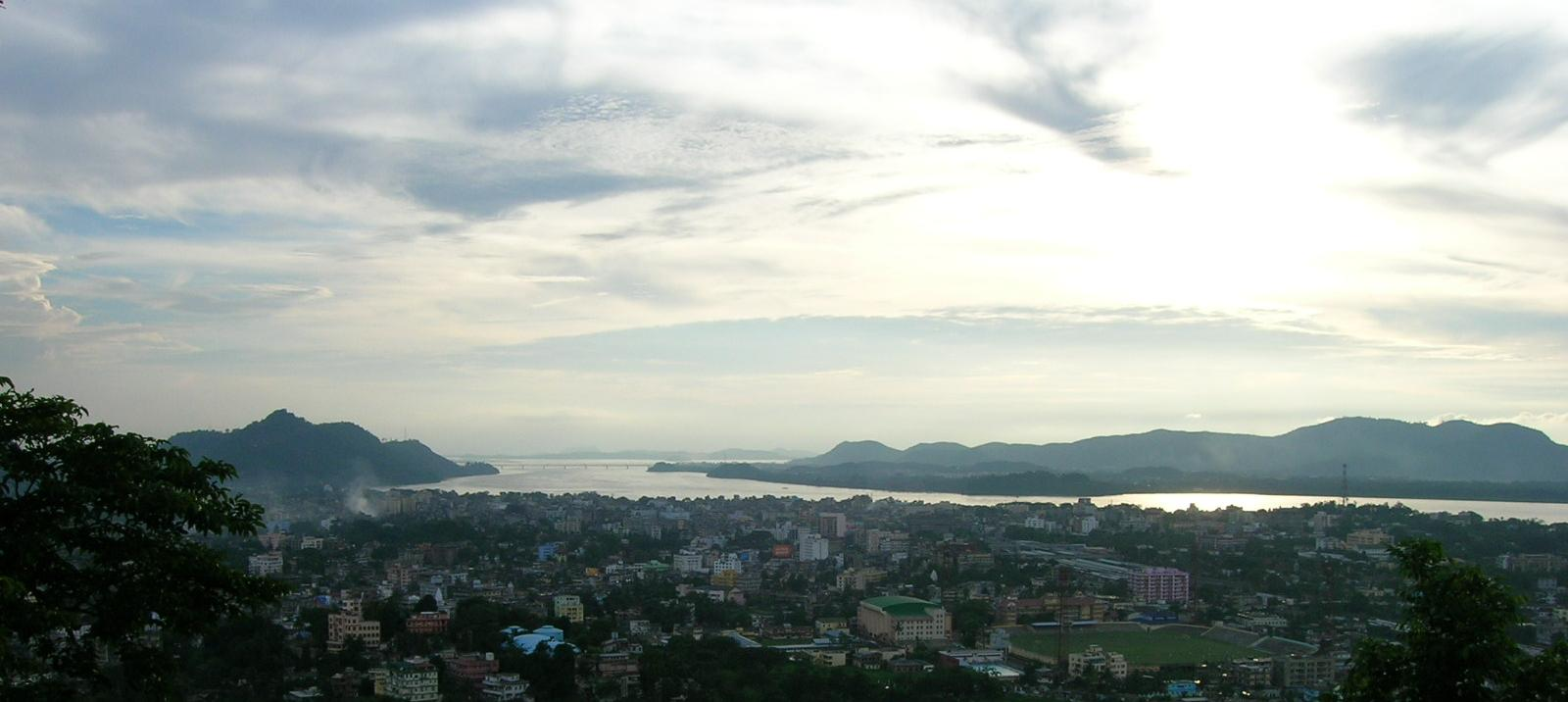
Vista de Guwahati; a cidade antigamente conhecida como Pragjyotishapura (cidade da luz oriental) tem um passado de mais de dois mil anos

### Cidades e vilas
A história do desenvolvimento urbano alcança mais de dois mil anos na região. A existência de áreas urbanas antigas como Pragjyotishapura (Guwahati), Hatapesvara (Tezpur), Durjaya, etc., e vilas medievais como Charaideu, Garhgaon, Rongpur, Jorhat, Khaspur, etc. é bem registrada.
Guwahati é o maior centro urbano em Assão. A cidade experimentou um grande crescimento durante as últimas três décadas. A população da cidade era de aproximadamente 0,9 milhões durante o censo de 2001. As outras áreas urbanas importantes são Dibrugarh, Jorhat, Golaghat, Tinsukia (Tinicukiya), Sibsagar (Xiwoxagor), Silchar (Silcor), Tezpur, Nagaon, Lakhimpur, Bongaigaon, etc. O crescimento populacional na cidade de Silchar, no Vale de Baraque, também é surpreendente durante as últimas duas décadas. Nalbari, Mangaldoi, Barpeta, Kokrajhar, Goalpara, Dhubri (Dhubury), etc., são outras cidades. Por outro lado, Duliajan, Digboi, Namrup, Moran, Bongaigaon, Numaligarh, Jogighopa, etc., são as principais cidades industriais. Atualmente, há por volta de 125 centros urbanos, no total, no estado.

### Destinos

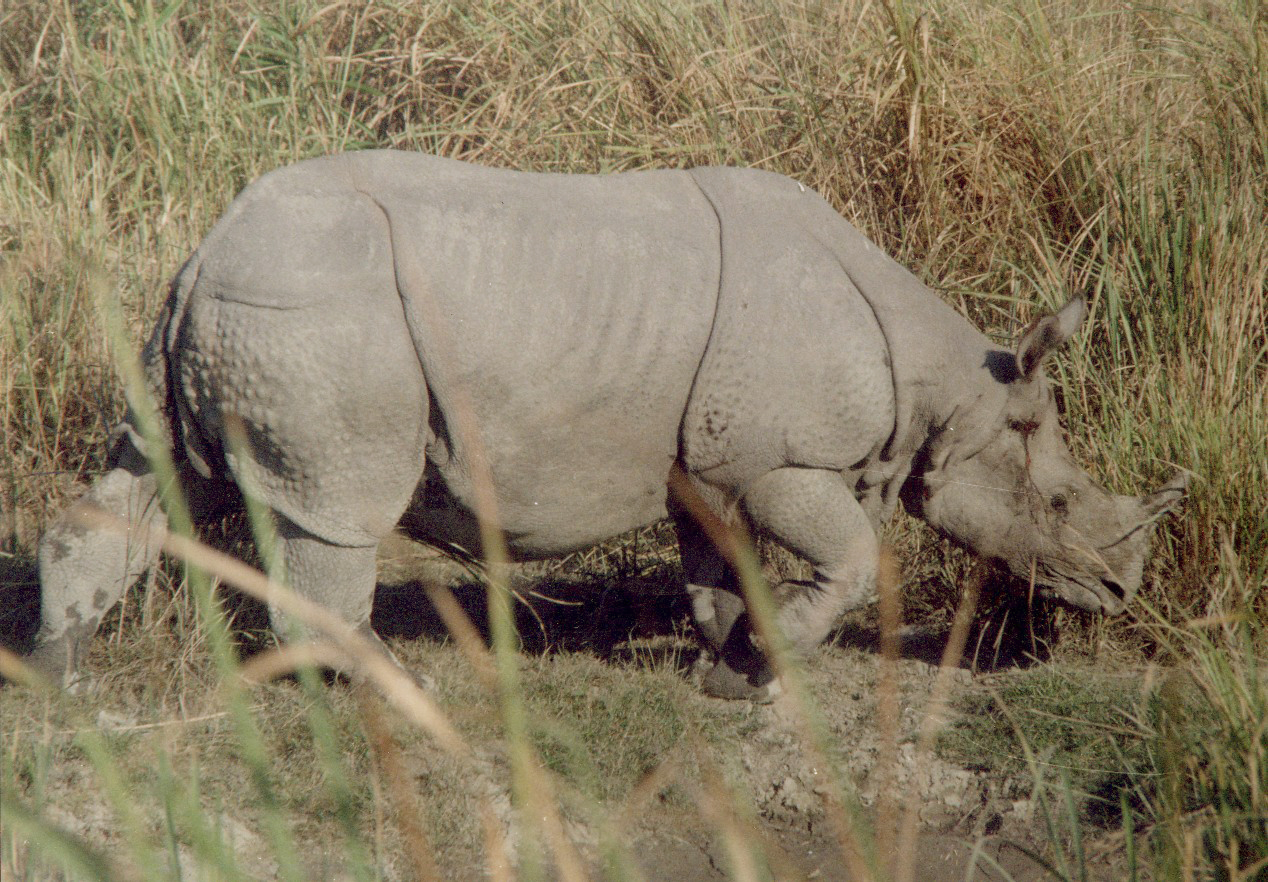
O famoso rinoceronte-indiano de Assão em Kaziranga.

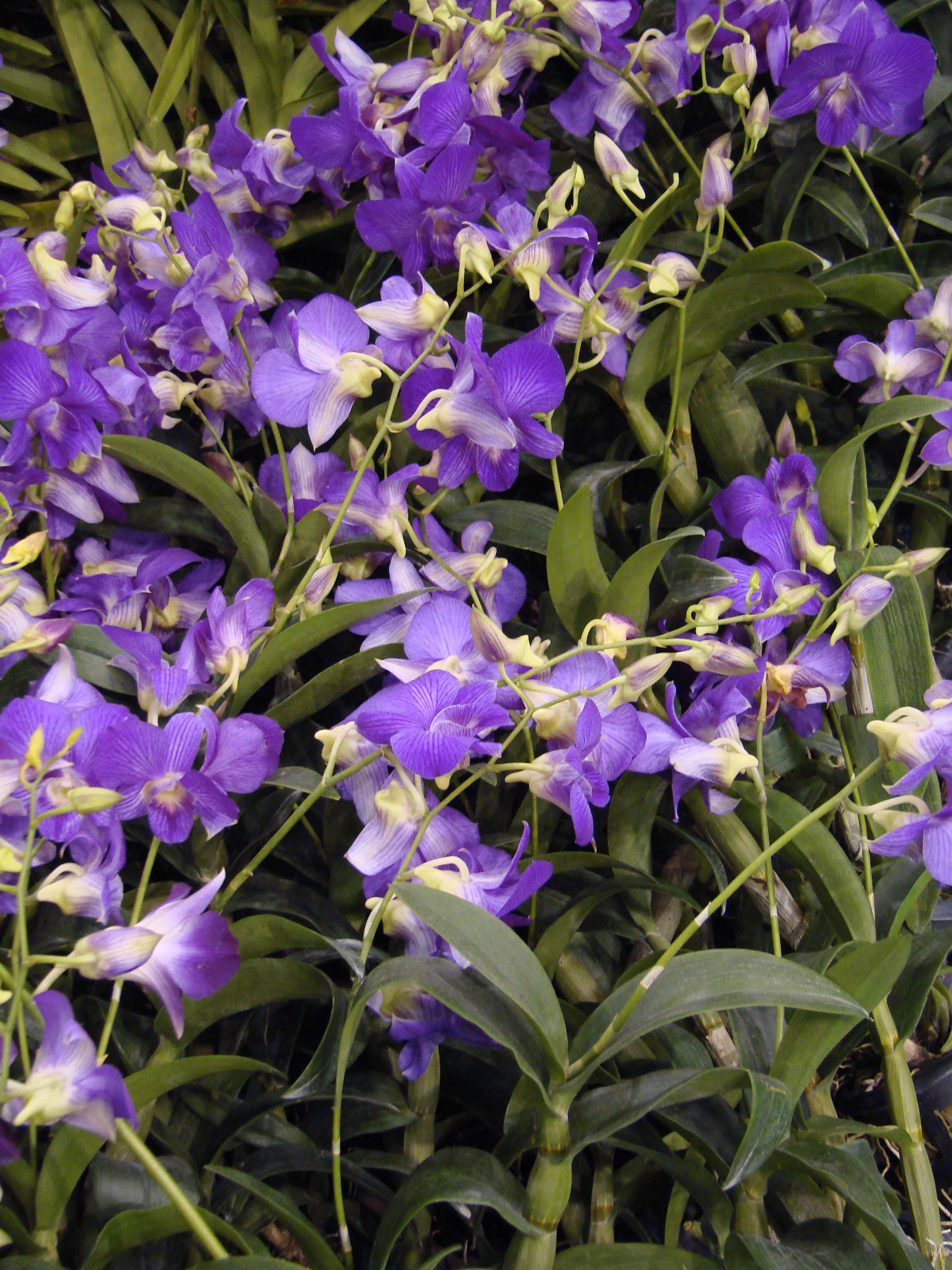
As orquídeas são abundantes em Assão; uma variedade - Bhatou Phul ou Vanda coerulea, a Orquídea Azul.

Assão tem vários destinos atraentes; a maioria deles é de parques nacionais, vida selvagem e santuários de aves, áreas de interesse arqueológico e áreas com herança cultural única. Além do mais, como um todo, a região é coberta de belas paisagens naturais.
| - Kaziranga National Park - Manas National Park - Nameri National Park - Dibru-Saikhowa National Park - Orang National Park - Joydihing Rainforest - Gibbon Wildlife Sanctuary - Garampani Wildlife Sanctuary - Chakrasila Wildlife Sanctuary - Burasapori Wildlife Sanctuary - Bornodi Wildlife Sanctuary - Sonai-rupai Wildlife Sanctuary - Pobitora Wildlife Sanctuary - Nambor Wildlife Sanctuary - Laokhowa Wildlife Sanctuary - Gibon Wildlife Sanctuary - East Karbi-Anglong Wildlife Sanctuary (proposto) - Karbi-Anglong Wildlife Sanctuary (proposto) - Podumani Bherjan Borajan Wildlife Sanctuary - Bordoibum Beelmukh Bird Sanctuary (proposto) - Panidihing Bird Sanctuary - Deepor Beel Bird Sanctuary |  | - Majuli - Sualkuchi - Sarthebari - Digboi - cidade - Ruas Ledo e Stilwell - Haflong e Jatinga - Gêiser Umrangshu |  | - Guwahati - região arqueológica - Hajo - região arqueológica - Madan Kamdev - Sibsagar - região arqueológica - Charaideo - Surya Pahar Goalpara - região arqueológica - Tezpur - região arqueológica - Vale Kapili - região arqueológica - Vale Dhansiri/Dhonxiri - região arqueológica - Maibong |